# Stay Stay Stay
"Stay Stay Stay" é uma canção da cantora e compositora estadunidense Taylor Swift, gravada para seu quarto álbum de estúdio Red (2012). A faixa foi composta pela artista e produzida pela mesma em conjunto com Nathan Chapman. "Stay Stay Stay" é uma canção acelerada de música country, instrumentado com um piano de brinquedo, ukulele, bandolim e palmas, onde seu conteúdo lírico encontra-se Swift pedindo seu amante para ficar com ela, e comparando-o com os seus ex-namorados, a quem ela chamou de "auto-indulgentes tomadores". 
"Stay Stay Stay" recebeu críticas positivas dos críticos de música, que julgaram-a como uma canção realmente divertido cativante que traz Swift de volta às suas raízes após "We Are Never Ever Getting Back Together" e observando suas semelhanças peculiares a canção "Ours", do Speak Now.

## Antecedentes
No álbum, "Stay Stay Stay" vem depois do hino fragmentar, "We Are Never Ever Getting Back Together". Swift disse "Eu passei por algumas montanhas-russas", disse ela. "Tentando narrar cada passo do caminho foi um desafio, porque você ir a alguns lugares muito escuros com as letras. Então, na faixa seguinte, você está falando sobre o quão fantástico é para conhecer alguém novo." Ela também disse à MTV News como ela transforma suas emoções em músicas. "Quando eu estou escrevendo uma música, eu sou assim nessa zona que é realmente uma espécie de transe", explicou ela, "E eu sou apenas um tipo de pensamento sobre o que eu diria a essa pessoa que eu estou escrevendo uma música sobre se eu pudesse dizer o que eu queria para eles agora; esse é o tipo da onde eu vou na minha cabeça. E então a próxima coisa é que eu vou editar a música para um par de dias em minha cabeça e fazer certeza de que cada linha é tão apertado como eu quero que seja".

## Recepção da crítica
A canção recebeu críticas extremamente positivas dos críticos de música, que elogiaram a canção como "divertido hino de amor  cativante". About.com deu a canção uma classificação de 4 de 5 estrelas, chamando-o de "um limpador de paladar" de "We Are Never Ever Getting Back Together", acrescentando que a música "will kill at open mic nights at the coffee-shop." A Billboard também deu a canção um comentário muito positivo, dizendo que "com um dos" arranjos country mais simples de Red,"  esta faixa é uma promessa corajosa de "Ficar Ficar ficar" com um namorado atual, com um disses poucos acionada para aqueles que o precederam ("Before you I only dated self-indulgent takers / who took all of their problems out on me.") Uma versão mais boba de "Ours" de 2010, a canção termina com Swift em colapso em um ataque de risos".

## Desempenho nas paradas musicais
Após o lançamento de Red, todas as músicas do álbum traçaram em diferentes países, devido às suas fortes downloads de venda digital. "Stay Stay Stay" estreou no número 91 e 70 na Billboard Hot 100 e na Canadian Hot 100, respectivamente. Ele também chegou ao número 24 na parada do US Country Songs.

## Apresentações ao vivo
Swift acrescentou a canção para o setlist de sua turnê Red Tour e realizado como um medley com um cover de "Hey Ho", de The Lumineers.

## Paradas Semanais
| Posições (2012)                              | Melhor posição |
| -------------------------------------------- | -------------- |
| Canadá (Canadian Hot 100)                    | 70             |
| Estados Unidos (Billboard Hot Country Songs) | 24             |
| Estados Unidos (Billboard Hot 100)           | 91             |

## Ligações Externas
- Letras no site oficial de Taylor Swift
- Letra completa da música